# Tony Gilroy
Tony Gilroy (11 de setembre de 1956, Manhattan, Nova York, Estats Units) és un guionista i director de cinema estatunidenc, conegut sobretot pel guió de la trilogia dedicada a l'agent secret Jason Bourne.

## Biografia
És fill del dramaturg, director, escriptor i guanyador del Premi Pulitzer Frank D. Gilroy; té dos germans John i Dan que treballen en el món del cinema.
Gilroy és un guionista conegut a Hollywood, famós per la seva col·laboració amb el director Taylor Hackford, però és sobretot conegut pel guió de la trilogia dedicada a l'agent secret Jason Bourne, iniciada amb The Bourne Identity i acabada amb L'ultimàtum de Bourne.
El 2007 va fer el seu debut com a director amb el thriller Michael Clayton, protagonitzat per George Clooney.

## Filmografia

### Guionista
- The Cutting Edge (1992)
- Dolores Claiborne (1995)
- En creuar el límit (Extreme Measures) (1996)
- The Devil's Advocate (1997)
- Armageddon (1998)
- Bait (2000)
- Proof of Life (2000)
- The Bourne Identity (2002)
- The Bourne Supremacy (2004)
- L'ultimàtum de Bourne (The Bourne Ultimatum) (2007)
- Michael Clayton (2007)
- Duplicity (2009)
- State of Play (2009)

### Director
- Michael Clayton (2007)
- Duplicity (2009)
- The Bourne Legacy (2012)